# Pila (Philippines)
Pour les articles homonymes, voir Pila.
Pila est une localité de la province de Laguna, aux Philippines. En 2015, elle compte 50 289 habitants.